# Umma femina
Umma femina – gatunek ważki z rodziny świteziankowatych (Calopterygidae).